# Johann Christian Löwen
Johann Christian Löwen, gen. Lewon (* um 1690; † 19. April 1760 in Eutin) war ein deutscher Gärtner und Baumeister.

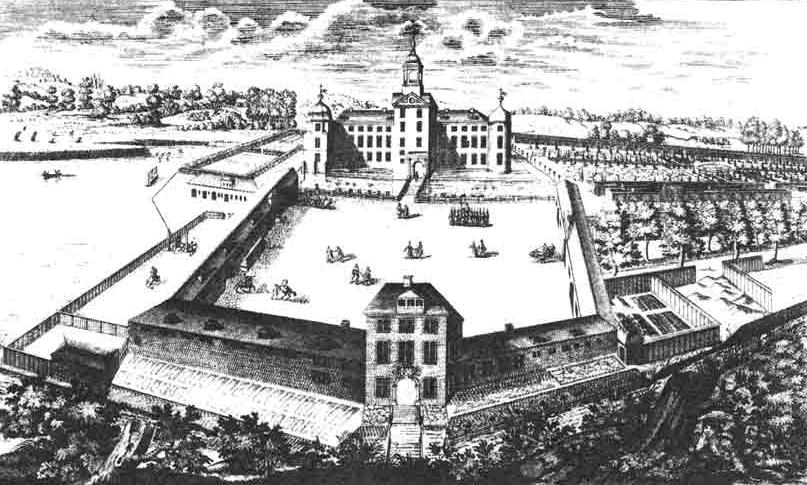
Eutiner Schloss, die Stadtfassade und der äußere Schlosshof. Stich von Johann Christian Lewon, Zustand um 1743

Er war zunächst ab 1716 Hofgärtner am Eutiner Hof von Christian August von Schleswig-Holstein-Gottorf, Fürstbischof von Lübeck, wo er den Schlosspark nach französischem Muster anlegte. 1718 wurde er Garteninspektor und war ab 1727 Oberbauinspektor für das Schloss Eutin und ab 1735 Oberlandbaudirektor für alle Bauten des Fürstbistums. In dieser Eigenschaft war er auch für die Vollendung der Neuen Fürstbischöflichen Grabkapelle im Lübecker Dom verantwortlich. Wahrscheinlich war er in den Jahren 1745–1746 auch an der Planung und dem Bau des Caspar-von-Saldern-Hauses in Neumünster beteiligt.